# Nullité du contrat en droit civil
En droit civil, est frappé de nullité un acte invalide, soit qu'il n'ait pas été formé avec le formalisme imposé par la loi, soit qu'il lui manque un élément essentiel. Un acte nul est détruit et ses conséquences sont, dans la plupart des cas, supprimées rétroactivement, comme s'il n'avait jamais été formé. La nullité sanctionne les conditions de formation d'un contrat tandis que la résolution sanctionne l'inexécution ou la mauvaise exécution de l'obligation.

## Droit par pays

### Droit canadien

#### Droit québécois
En droit civil québécois, la nullité relative est une nullité qui sanctionne la violation d'une règle d'une des parties à l'acte, par ex en cas de vice du consentement. Elle ne peut qu'être invoquée que par la personne pour qui elle est établie ou par son contractant lorsqu'il éprouve un sérieux préjudice et qu'il est de bonne foi. Le contrat frappé de nullité est susceptible de confirmation,. Elle relève de l'ordre public de protection.
Au contraire, la nullité absolue relève de l'ordre public de direction, elle sanctionne la violation d'une règle qui vise à protéger l'intérêt public et le contrat frappé de nullité absolue n'est pas susceptible de confirmation.

### Droit français
En droit français, la loi définit les cas de nullité et le juge ne peut la prononcer en dehors de ces cas : « pas de nullité sans texte ». Tout contrat qui ne respecte pas l'une de ses conditions de formation peut alors être annulé par un juge.